# Aimery Blacque-Belair
Pour les autres membres de la famille, voir Blacque-Belair.
Aimery-Louis-Jules Blacque-Belair, né le 21 août 1898 à Reims et mort le 15 juillet 1989 à Paris, est un militaire, cavalier et homme politique français.

## Biographie
Fils du général Henry Blacque-Belair, écuyer en chef à l'École de cavalerie de Saumur, et de Fernande Rodrigues-Henriques, et arrière petit-fils de François-Charles Blacque-Belair, il suit ses études au Lycée Janson-de-Sailly et au Lycée Henri-IV. Il s'engage en 1915 dans le 1er bataillon de chasseurs à pied et finit la guerre avec le grade de lieutenant.
Il se lance en 1919 dans les compétitions hippiques et gagne plusieurs prix. Incorporé dans l'État major du général Lyautey en 1921, il prend le commandement du 14e goum avec lequel il renforce les colonnes dans le Haut Atlas.
Blacque-Belair prend part aux décades de Pontigny de Paul Desjardins, durant lesquelles naîtront de ses discussions avec André Maurois Les Dialogues sur le commandement. Il épouse la fille de Cipa Godebski, Mimi Godebska, le 11 mars 1925, en présence du général Maxime Weygand et de Maurice Ravel.
Secrétaire général du journal L'Intransigeant, il se présente et est élu, le 5 décembre 1928, député de la Seine. Il s'inscrit au groupe des députés indépendants et est réélu aux élections générales du 1er mai 1932, au premier tour de scrutin.
Ne se représentant pas aux élections générales de 1936, Blacque-Belair est envoyé par Léon Blum comme chargé de mission auprès du Sultan du Maroc et est nommé directeur dans l'administration franco-marocaine.
En 1939, il rejoint l'armée à Tours et est affecté dans le groupe d'aviation où se trouve Antoine de Saint-Exupéry. Après trente-deux missions en territoire ennemi, il s'écrase au sol près d'Étampes. Il reprend du service sur un avion chargé d'orienter une partie de son groupe à travers la Méditerranée en juillet 1940, atterrit à Oran, puis reprend son activité dans l'administration franco-marocaine. Blacque-Belair aide au débarquement américain en Afrique du Nord en 1942, puis, au moment de la création de la nouvelle armée française, intègre le 1er régiment de chasseurs parachutistes. Il sautera à dix-sept reprises, dont entre autres lors du débarquement de Normandie et celui de Provence. À Alger, il remet au général de Gaulle un long rapport sur l'évolution nationaliste de la Tunisie, de l'Algérie et du Maroc. Intégré dans l'armée du géneral de Lattre de Tassigny comme capitaine à la tête d'une compagnie, il atteint les Vosges, puis l'Alsace.
Éric Labonne fait appel à lui pour prendre la direction des affaires culturelles à Rabat.

## Sources
- « Aimery Blacque-Belair », dans le Dictionnaire des parlementaires français (1889-1940), sous la direction de Jean Jolly, PUF, 1960 [détail de l’édition]